# Urszula Włodarczyková
Urszula Włodarczyková (* 22. prosince 1965, Valbřich) je bývalá polská atletka, jejíž specializace byla sedmiboj a pětiboj. Mezi její největší úspěchy patří titul halové mistryně Evropy (1998), stříbrná
medaile z mistrovství Evropy 1998 a stříbro z HMS 1993 v Torontu.
Třikrát se zúčastnila letních olympijských her. Sedmiboj na olympiádě poprvé absolvovala v roce 1992 v Barceloně, kde skončila se ziskem 6 333 bodů na osmém místě. Těsně pod stupni vítězů skončila na olympiádě v Atlantě (1996) a v Sydney (2000), v obou případech brala čtvrté místo. Je čtyřnásobnou účastnicí mistrovství světa v atletice. Nejblíže k zisku medaile byla na světovém šampionátu v Athénách 1997, kde si vytvořila nový osobní rekord 6 542 bodů ale umístila se na čtvrtém místě. Pátá skončila v roce 1993 ve Stuttgartu.
V roce 1991 vybojovala stříbrnou medaili na světové letní univerziádě v Sheffieldu, o dva roky později na stejné akci v Buffalu zlato.
Její osobní rekord v halovém pětiboji má hodnotu 4 808 bodů a jedná se o polský rekord. Má mladšího bratra Piotra, který je profesionálním fotbalistou.